# Eddie Guardado
Pour les articles homonymes, voir Guardado.
Edward Adrian Guardado (né le 2 octobre 1970à Stockton, Californie, États-Unis) est un ancien lanceur de relève gaucher au baseball ayant évolué dans les Ligues majeures de 1993 à 2009.
Il a été invité à deux matchs des étoiles comme porte-couleurs des Twins du Minnesota.

## Carrière

### 1993-2003
Eddie Guardado est drafté en 21e ronde par les Twins du Minnesota en 1990. Il joue sa première partie dans les majeures avec ce club le 13 juin 1993. Il est utilisé comme lanceur partant à sa saison recrue, amorçant 16 de ses 19 parties. Mais il ne remporte que 3 de ses 11 décisions en plus d'afficher une moyenne de points mérités très élevée de 6,18. Le gaucher, après un bref séjour de 4 parties (aucune victoire, deux défaites) chez les Twins en 1994, est muté à l'enclos de relève et c'est là qu'il se fera valoir pour le reste de sa carrière.
Guardado reçoit le surnom Everyday Eddie alors qu'il est au Minnesota, en raison de la grande fréquence à laquelle il est utilisé par l'équipe. En 1996, alors qu'il poste pour la première fois un dossier victoires-défaites positif (6-5), il est le lanceur le plus utilisé des Ligues majeures avec 83 sorties. Au cours des 8 dernières de ses 11 saisons chez les Twins, il n'effectuera jamais moins de 63 apparitions au monticule par saison, pour une moyenne de 70 matchs joués par année entre 1997 et 2003.
Il est invité au match des étoiles du baseball majeur en 2002 et 2003. La première de ces deux saisons, il s'illustre comme stoppeur attitré de l'équipe en établissant un nouveau record de franchise de 45 sauvetages en une saison, éclipsant le précédent record de 42 par Rick Aguilera en 1991 (marque depuis battue par les 47 de Joe Nathan en 2009).
En 2003, Guardado inscrit 41 sauvetages. Au cours de ses deux dernières saisons au Minnesota, le gaucher présente des moyennes de points mérités de 2,93 et 2,89.

### 2004-2006
Devenu agent libre après la saison 2003, Guardado signe une entente avec les Mariners de Seattle. Il demeure efficace au monticule, postant des moyennes de 2,78 et 2,72 à ses deux premières années complètes avec le club. Il réussit 18, puis 36 parties sauvegardées. Ce dernier total, réussi en 2005, lui permet d'établir une nouvelle marque de franchise, surpassant les 33 obtenus par Mike Schooler en 1989 et Jose Mesa en 1999. Ce record sera égalé puis battu par son successeur dans le rôle de stoppeur des Mariners, J. J. Putz.
Le 6 juillet 2006, les Mariners le transfèrent aux Reds de Cincinnati de la Ligue nationale en retour du lanceur Travis Chick.

### 2006-2009
Après un début d'année difficile à Seattle en 2006, Guardado retrouve son aplomb chez les Reds, n'allouant que 2 points mérités en 15 sorties pour une moyenne de 1,29. Cependant, en autant de sorties en 2007, sa moyenne de points mérités bondit à 7,24.
Le gaucher obtient un contrat des Rangers du Texas en 2008 et reprend l'habitude d'apparaître dans un grand nombre de matchs. Il apparaît dans 55 parties avant le 25 août, date où les Twins le ramènent au Minnesota en cédant le lanceur des ligues mineures Mark Hamburger pour obtenir ses services des Rangers.
Agent libre à nouveau à la conclusion de la saison 2008, Guardado retourne au Texas. En 2009, il présente une fiche de 1-2 avec une moyenne de 4,46 en 48 parties jouées.
Envisageant la retraite, l'athlète de 39 ans opte toutefois pour le contrat des ligues mineures qui lui est offert en décembre 2009 par les Nationals de Washington. L'équipe ne l'ajoute toutefois pas à son effectif pour la saison 2010 et la carrière de Guardado prend fin.